# Wiembecketeich

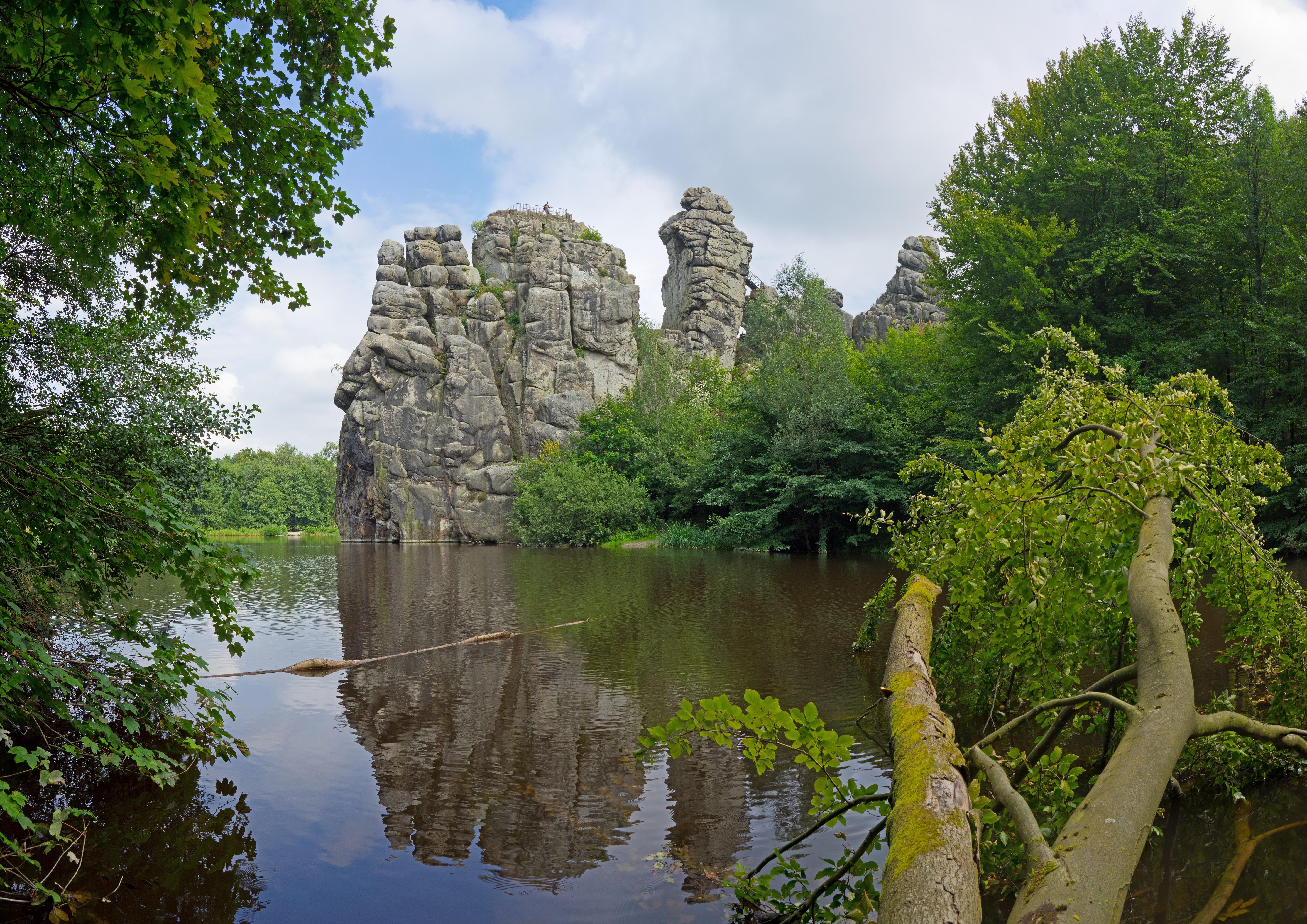
2023

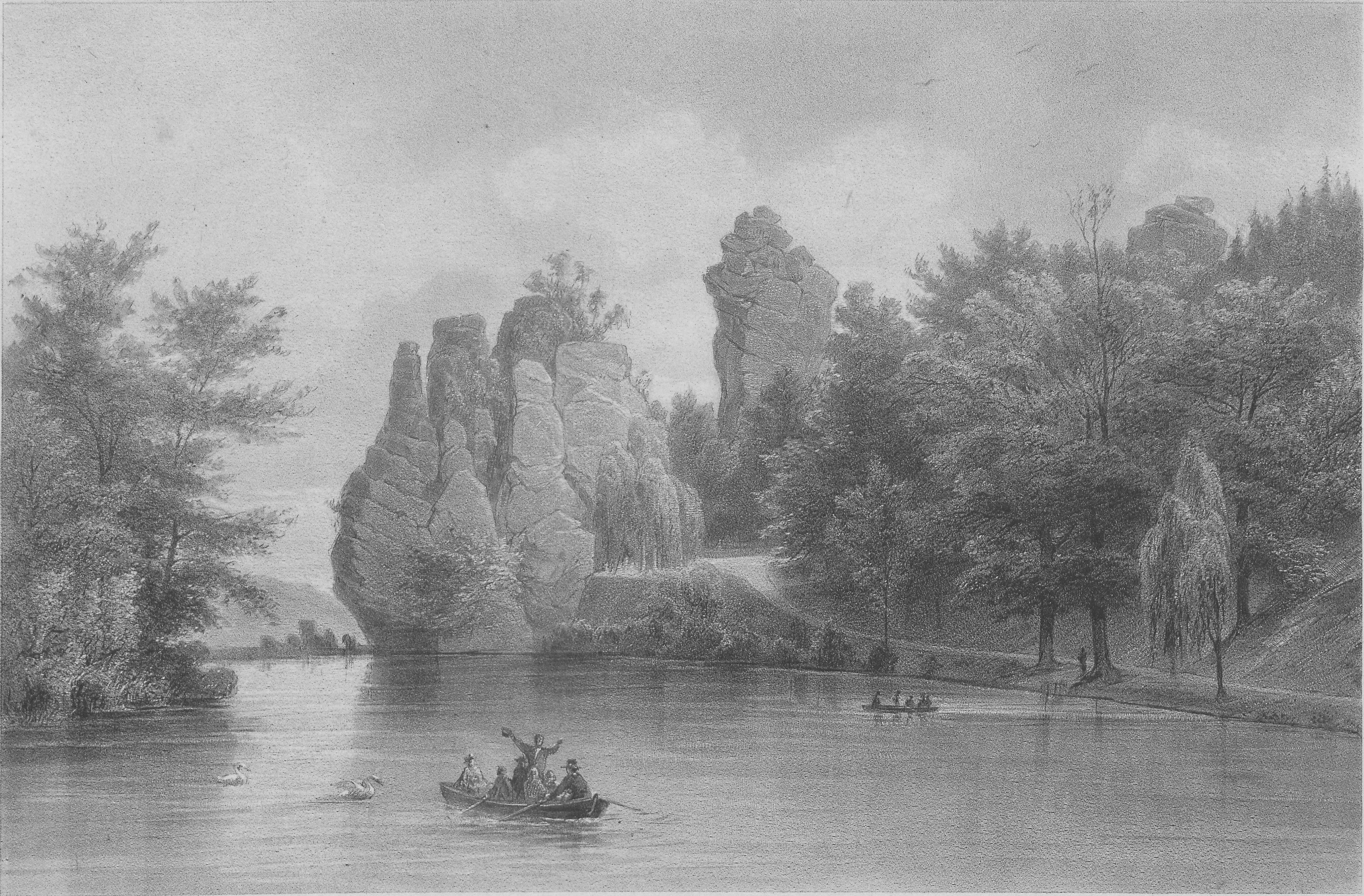
1875

Der Wiembecketeich, auch Oberer Teich genannt, wird von der zum Einzugsgebiet der Weser gehörenden Wiembecke gespeist und befindet sich westlich der Felsengruppe Externsteine in Horn-Bad Meinberg und östlich der Anhöhe Bärenstein.
Die Anlage des Teichs geht auf Fürstin Pauline zur Lippe zurück, die am 2. Dezember 1814 an den Detmolder Amtsrat schrieben ließ: „Serenissima Regens  haben gnädigst resolvirt, daß bei den Externsteinen ein zur Verschönerung der Gegend gereichender großer Fischteich angelegt werde (...)“ Dies scheiterte zunächst am Einspruch des Müllers der städtischen Oberen Mühle.
Ein erster See entstand im Jahr 1837 und wurde mit Ruderbooten befahren. In den Jahren 1934/1935 wurde der See – zur Umgestaltung der Umgebung der Externsteine – abgelassen. Zum Ausgleich entstand der Untere Teich.
Nach Ende des Zweiten Weltkriegs wurde der See neu angelegt. Der Beschluss dazu war 1951 gefasst worden.